# Prizrenska trdnjava
Prizrenska trdnjava (albansko Калаја e Prizrenit; srbsko Призренски град, Prizrenski grad) je trdnjava na vrhu hriba nad Prizrenom na Kosovu. Gleda na reko Prizren, ki teče skozi mesto, ki se je razvilo okoli trdnjave. Najdišče trdnjave Prizren je bilo naseljeno in uporabljeno že od bronaste dobe (ok. 2000 pr. n. št.). V pozni antiki je bila del obrambnega utrdbenega sistema v zahodni Dardaniji in je bil rekonstruirana v dobi vzhodnega rimskega cesarja Justinijana I.. Bizantinska oblast v regiji se je dokončno končala v letih 1219–20, ko je utrdbo nadzorovala srbska rodbina Nemanjići do leta 1371. Od leta 1371 je prišla pod nadzor Prizrena in njegove utrdbe vrsta regionalnih fevdalnih vladarjev: Balšići, Dukagjini, Hrebeljanovići in končno Brankovići, pogosto z osmansko podporo. Osmansko cesarstvo je po letu 1450 prevzelo neposredno oblast in sčasoma utrdbo spremenilo v osrednjo utrdbo v Rumelijskem pašaluku. Velik del sodobne trdnjave sega v fazo obnove iz 18. stoletja.
Trdnjava stoji na prevladujočem hribu v vzhodnem delu mesta Prizren, postavljena na strateški položaj, zaokrožena z linijami, ki sledijo posebnostim naravne morfologije terena. Arheološka izkopavanja so bila izvedena leta 1969 in nato še v letih 2004 in 2009–2011. Posledica so odkritje infrastrukture, ki vključuje obzidje utrjeno s stolpi, kazemate, labirint hodnikov, depoji in drugi spremljajoči notranji prostori in bivališča. Leta 1948 je bila razglašena za spomenik kulture izjemnega pomena.

## Ime
Prizrenska trdnjava se v albanskem jeziku imenuje Kalaja e Prizrenit, v srbščini pa Prizrenska Kaljaja. Obe imeni izhajata iz turške besede kale (trdnjava), po kateri so jo poznali v osmanskih časih. Zgodovinska soseska, ki je nastala okoli spodnjega dela trdnjave, se imenuje Nënkalaja (dobesedno 'pod trdnjavo').

## Zgodovina
Prizren se tradicionalno identificira s Therando, mestom iz rimske dobe. Druga lokacija, ki bi lahko bila lokacija Therande, je današnja Suva Reka. Arheološke raziskave so pokazale, da je lokacija trdnjave že od prazgodovine kaže več obdobij naselitve. V njen spodnji del se je skozi stoletja odlagal material iz zgornjega dela trdnjave. Izvira iz bronaste dobe (okoli 2000 pr. n. št.) do pozne železne dobe (okoli 1. stoletja n. št.) in je primerljiv z materialom, najdenim v bližnjem prazgodovinskem najdišču v vasi Vlašnjë. V pozni antiki je trdnjava doživela fazo obnove. Je del vrste trdnjav, ki jih je v istem obdobju zgradil ali rekonstruiral Justinijan I. ob Belem Drimu v severni Albaniji in zahodnem Kosovu na poteh, ki so povezovala obalna območja s Kosovim poljem. V tem času se prizrenska trdnjava verjetno pojavlja v zgodovinskih zapisih kot Petrizen v 6. stoletju pred našim štetjem v Prokopijevem delu kot ena od utrdb, ki jih je Justinijan naročil za rekonstrukcijo v Dardaniji.
Današnji Prizren se prvič omenja leta 1019 v času Bazilij II.|Bazilija II.]] (vladal 976–1025) v obliki Prisdriane. Leta 1072 so vodje bolgarske vstaje Georgi Voiteh odpotovali iz svojega središča v Skopju na območje Prizrena in opravili sestanek, na katerega so povabili Mihaila Vojislavljevića iz Duklje, naj jim pošlje pomoč. Mihailo je poslal svojega sina Konstantina Bodina s 300 vojaki. Dalassenos Doukas, vojvoda Bolgarije, je bil poslan proti združenim silam, vendar je bil poražen pri Prizrenu, ki ga je srbska vojska po bitki obsežno oplenila. Bolgarski magnati so Bodina po tej začetni zmagi razglasili za "cesarja Bolgarov". Konec leta 1072 jih je na območju severne Makedonije premagal Nikefor Bryennios. Demetrios Chomatenos je zadnji ohridski bizantinski nadškof, ki je Prizren vključil v svojo jurisdikcijo do leta 1219. Štefan Nemanja je v letih 1185–95 zasedel okolico ob Belem Drimu; cerkvena ločitev od patriarhata leta 1219 je bila dokončno dejanje vzpostavitve Nemanjičeve oblasti v mestu. Prizren in njegova utrdba je bil upravno in gospodarsko središče župe Podrimlje (albansko Podrima ali Anadrini).
Prizrenska trdnjava je bila v srednjem veku del utrdb trgovske poti Via de Zenta, ki je potekala skozi dolino Drima in je povezovala jadransko obalo s srednjim Balkanom. Na bližnji lokaciji, približno 3 km jugovzhodno od prizrenske trdnjave, je Štefan Dušan naročil gradnjo samostana Svetih Nadangelov in utrdbe Višegrad, ki je znana tudi kot Dušanov grad. Nekaj časa so bile trdnjave njegovega dvora v Prizrenu, preden ga je preselil v Skopje. Okoli trdnjave se je razvil város (nënkalaja - staro mestno jedro) Prizrena. V starem mestnem jedru so bili nameščeni dubrovniški trgovci. Prizren je sčasoma postal trgovsko središče in vrata za trgovino Ragušanov (Dubrovčanov) proti vzhodu Kosova in širše.
Prizren je postal del Osmanskega cesarstva po letu 1450 do prve balkanske vojne (1912). Današnja trdnjava je v veliki meri rezultat osmanske ekspanzije in obnove v 18. stoletju.
Med osmansko okupacijo Srbije so Srbi prirejali družabna srečanja na več monumentalnih krajih, kot je Kaljaja, kjer so zvečer plesali Kolo.

## Galerija
- Glavna vrata
- Ostanki enega od stolpov
- Del rekonstruiranega zgornjega dela trdnjave

## Sources
- Galaty, Michael; Lafe, Ols; Lee, Wayne; Tafilica, Zamir (2013). Light and Shadow: Isolation and Interaction in the Shala Valley of Northern Albania. The Cotsen Institute of Archaeology Press. ISBN 1931745714.
- Gjinolli, Ilir; Bytyçi, Arta (2017). »The Fountain Square –'Shadervan'– A living Landmark of Prizren« (PDF). International Journal of Contemporary Architecture ”The New ARCH“. 4 (1): 10.14621/tna.20170108. Arhivirano iz prvotnega spletišča (PDF) dne 9. aprila 2018. Pridobljeno 29. marca 2022.
- McGeer, Eric (2019). Byzantium in the Time of Troubles: The Continuation of the Chronicle of John Skylitzes (1057–1079). BRILL. ISBN 9004419403.
- Hoxha, Gëzim (2007). »Të dhëna të reja arkeologjike nga Kalaja e Prizrenit / Nouvelles données archéologiques sur la forteresse de Prizren«. Iliria: 33. doi:10.3406/iliri.2007.1073.
- Prinzing, Günter (2008). »Demetrios Chomatenos, Zu seinem Leben und Wirken«. Demetrii Chomateni Ponemata diaphora: [Das Aktencorpus des Ohrider Erzbischofs Demetrios. Einleitung, kritischer Text und Indices]. Walter de Gruyter. ISBN 3110204509.
- Perica, Vjekoslav (1998). Religious Revival and Ethnic Mobilization in Communist Yugoslavia, 1965–1991: A History of the Yugoslav Religious Question from the Reform Era to the Civil War. University of Minnesota.
- Stojkovski, Boris (2020). »Byzantine military campaigns against Serbian lands and Hungary in the second half of the eleventh century.«.  V Theotokis, Georgios; Meško, Marek (ur.). War in Eleventh-Century Byzantium. Routledge. ISBN 0429574770.
- Rrezja, Agon (2011). »Zhupa e Podrimës sipas burimeve cirilike të shek. XII-XV / District of Podrima according to Cyrillic sources of the 12th-15th centuries«. Gjurmime Albanologjike. Albanological Institute of Pristina. 41–42.